# Strophanthus
Strophanthus DC., 1802 è un genere di piante della famiglia Apocynaceae, originario delle zone tropicali di Asia e Africa.

## Tassonomia
Il genere Strophanthus comprende le seguenti specie:
- Strophanthus amboensis (Schinz) Engl. & Pax
- Strophanthus arnoldianus De Wild. & T.Durand
- Strophanthus barteri Franch.
- Strophanthus bequaertii Staner & Michotte
- Strophanthus boivinii Baill.
- Strophanthus bullenianus Mast.
- Strophanthus caudatus (L.) Kurz
- Strophanthus congoensis Franch.
- Strophanthus courmontii Sacleux ex Franch.
- Strophanthus demeusei Dewèvre
- Strophanthus divaricatus (Lour.) Hook. & Arn.
- Strophanthus eminii Asch. ex Pax
- Strophanthus gardeniiflorus Gilg
- Strophanthus gerrardii Stapf
- Strophanthus gracilis K.Schum. & Pax
- Strophanthus gratus (Wall. & Hook.) Baill.
- Strophanthus hispidus DC.
- Strophanthus holosericeus K.Schum. & Gilg
- Strophanthus hypoleucos Stapf
- Strophanthus kombe Oliv.
- Strophanthus ledienii Stein
- Strophanthus luteolus Codd
- Strophanthus mirabilis Gilg
- Strophanthus mortehanii De Wild.
- Strophanthus nicholsonii Holmes
- Strophanthus parviflorus Franch.
- Strophanthus perakensis Scort. ex King & Gamble
- Strophanthus petersianus Klotzsch
- Strophanthus preussii Engl. & Pax
- Strophanthus puberulus Pax
- Strophanthus sarmentosus DC.
- Strophanthus singaporianus (Wall. ex G.Don) Gilg
- Strophanthus speciosus (Ward & Harv.) Reber
- Strophanthus thollonii Franch.
- Strophanthus vanderijstii Staner
- Strophanthus wallichii A.DC.
- Strophanthus welwitschii (Baill.) K.Schum.
- Strophanthus wightianus Wall. ex Wight
- Strophanthus zimmermannianus Monach.

## Farmacognosia
Dai semi e dalle radici di queste piante si estraggono diversi glicosidi: strofantina (k-strofantina nello S. kombe, g-strofantina nello S. gratus, e-strofantina nello S. emini, h-strofantina nello S. hispidus), cimarina e ouabaina, quest'ultima prodotta anche dalla ghiandola surrenale di alcuni animali.
Questi glucosidi hanno proprietà simili a quelle dei digitalici: sono cardiocinetici che aumentano la forza di contrazione del cuore (effetto inotropo positivo) e riducono la frequenza cardiaca (effetto cronotropo negativo), migliorando nel complesso il rendimento del miocardio. Vengono utilizzati nella cura dello scompenso cardiaco.